# Bohdan Przywarski
Bohdan Przywarski, né le 12 avril 1932, à Masiulowszczyźnie, en Pologne et décédé le 21 octobre 2013, à Varsovie, est un ancien joueur polonais de basket-ball.